# لادیسلاو آدامک
لادیسلاو آدامک (انگلیسی: Ladislav Adamec؛ زادهٔ ۱۰ سپتامبر ۱۹۲۶ – درگذشته ۱۴ آوریل ۲۰۰۷) یک سیاست‌مدار اهل چکسلواکی که از ۱۹۸۸ تا ۱۹۸۹ نخست‌وزیر این کشور بود.